# Polystichum alcicorne
Polystichum alcicorne är en träjonväxtart som först beskrevs av Bak., och fick sitt nu gällande namn av Friedrich Ludwig Diels. Polystichum alcicorne ingår i släktet Polystichum och familjen Dryopteridaceae. Inga underarter finns listade.